# Guglielmo Berzano
Guglielmo Berzano (Casabianca, 24 febbraio 1929 – Asti, 30 novembre 2023) è stato un politico italiano.

## Biografia
Nato nel 1929 a Casabianca, frazione di Asti, da famiglia di contadini, si laureò in medicina veterinaria. Iniziò la carriera politica negli anni cinquanta nelle file della Democrazia Cristiana e risultò eletto consigliere comunale ad Asti, ricoprendo anche l'incarico di assessore.
Dal 1971 al 1975 fu sindaco di Asti. Tra i suoi maggiori contributi da primo cittadino si ricordano l'approvazione del piano regolatore generale del 1973 e un nuovo piano per le aree verdi comunali, oltre che l'istituzione di servizi assistenziali rivolti agli anziani. Istituì anche, nel 1972, con effettiva apertura nel 1974, gli asili nido comunali. È stato inoltre presidente dell'ospedale civile, dell'Unità sanitaria locale, dell'Ordine dei medici veterinari e dell'Associazione Sbandieratori di Tradizione Astigiana (A.S.T.A.) del palio di Asti. Nel 2008 fu eletto anche nel consiglio d'amministrazione della casa di riposo Città di Asti.
Sposato con Teresella Dezzani, ebbe quattro figli: Riccardo, Mariangela, Giuliana e Renato.